# Mitrush Kuteli
Mitrush Kuteli, właśc. Dhimitër Pasko, inne pseudonimy: Izedin Jashar Kutrulla, Dr Pas. (ur. 13 września 1907 w Pogradcu, zm. 4 maja 1967 w Tiranie) – albański pisarz, tłumacz i ekonomista, pochodzenia wołoskiego.

## Życiorys
Był synem szewca Pasko (Pashka) Kuteliego, Wołocha pochodzącego z Czamerii. W 1921 wyjechał do Salonik, gdzie ukończył średnią szkołę handlową prowadzoną przez Rumunów. W 1928 rozpoczął studia ekonomiczne w Bukareszcie, w czasie studiów kierował organizacją skupiającą studentów albańskich. W 1934 Kuteli obronił pracę doktorską z zakresu bankowości. W rumuńskiej Konstancy był współpracownikiem albańskojęzycznego pisma Shqipëri' e re (Nowa Albania), opozycyjnego wobec rządów Ahmeda Zogu. W 1942 wrócił do kraju. Pracował jako urzędnik Albańskiego Banku Państwowego. 15 lutego 1944 wraz z Vedatem Kokoną i Sterjo Spasse założył magazyn literacki Revista letrare (Przegląd Literacki), który był wydawany przez krótki okres, ale odegrał istotną rolę w kształtowaniu się środowiska literackiego. Kuteli był jednym z założycieli Albańskiego Związku Pisarzy i współpracownikiem czasopisma Bota e Re (Nowy Świat).
W 1947 Kuteli wyjechał wraz z oficjalną delegacją albańską do Jugosławii, gdzie spotkał się z Ivo Andriciem, ale także wyraził swoje negatywne stanowisko wobec przejęcia Kosowa przez Jugosławię. Podobne stanowisko wyraził wcześniej w utworze Poem kosovar (Wiersz o Kosowie), wydanym w 1944. Sytuację Kuteliego pogorszył dodatkowo jego sprzeciw wobec propozycji unii celnej i monetarnej Albanii z Jugosławią. Po powrocie z Jugosławii, 16 maja 1947 został aresztowany i skazany na 15 lat więzienia. W latach 1947–1949 odbywał karę w obozie pracy k. Korczy, gdzie pracował przy osuszaniu bagien w rejonie Maliq. W tym czasie próbował popełnić samobójstwo. Po zerwaniu Albanii z Jugosławią został zwolniony z więzienia. Powrócił do Tirany, ale jako politycznie podejrzany mógł pracować tylko jako tłumacz w czasopiśmie Zëri i Popullit, a następnie w wydawnictwie Naim Frashëri. Dzięki tłumaczeniom Kuteliego albańscy czytelnicy mogli poznać dzieła Gorkiego, Aleksieja Tołstoja, Paustowskiego i Ostrowskiego, ale także dziewiętnastowiecznych pisarzy rosyjskich Turgieniewa, Gogola i Sałtykowa-Szczedrina. Oprócz tłumaczeń z literatury rosyjskiej w jego dorobku były także tłumaczenia literatury rumuńskiej (Mihai Eminescu, Mihail Sadoveanu), a także hiszpańskiej (Pablo Neruda) i francuskiej (André Maurois, Paul Éluard)
Mitrush Kuteli obok Ernesta Koliqiego był prekursorem nowoczesnej prozy albańskiej. W swojej prozie często odwoływał się do opowieści z albańskiego południa, a szczególnie z okolic bliskiego Pogradecu. Pierwszy zbiór opowiadań Nete shqipëtare (Albańskie noce), wydał jeszcze w czasie pobytu w Rumunii. Większość nakładu spaliła się w czasie pożaru, zanim trafiła do sprzedaży. Dzieło to wydano ponownie w 1944. Po wojnie pozbawiony możliwości tworzenia ograniczył się do zbierania bajek i opowieści ludowych.
Kuteli był także autorem pierwszych prac albańskich z zakresu krytyki literackiej – w 1937 wydał pracę poświęconą twórczości Lasgusha Poradeciego, a w 1944 tom Shenime letrare (Refleksje literackie).
Był żonaty (żona Efterpi). Zmarł na atak serca w Tiranie. Pomnik Kuteliego stanął w Pogradcu, jego imię noszą ulice w Tiranie (dzielnica Paskuqan), Kamzie, Pogradcu, Prisztinie i w Uroševacu.

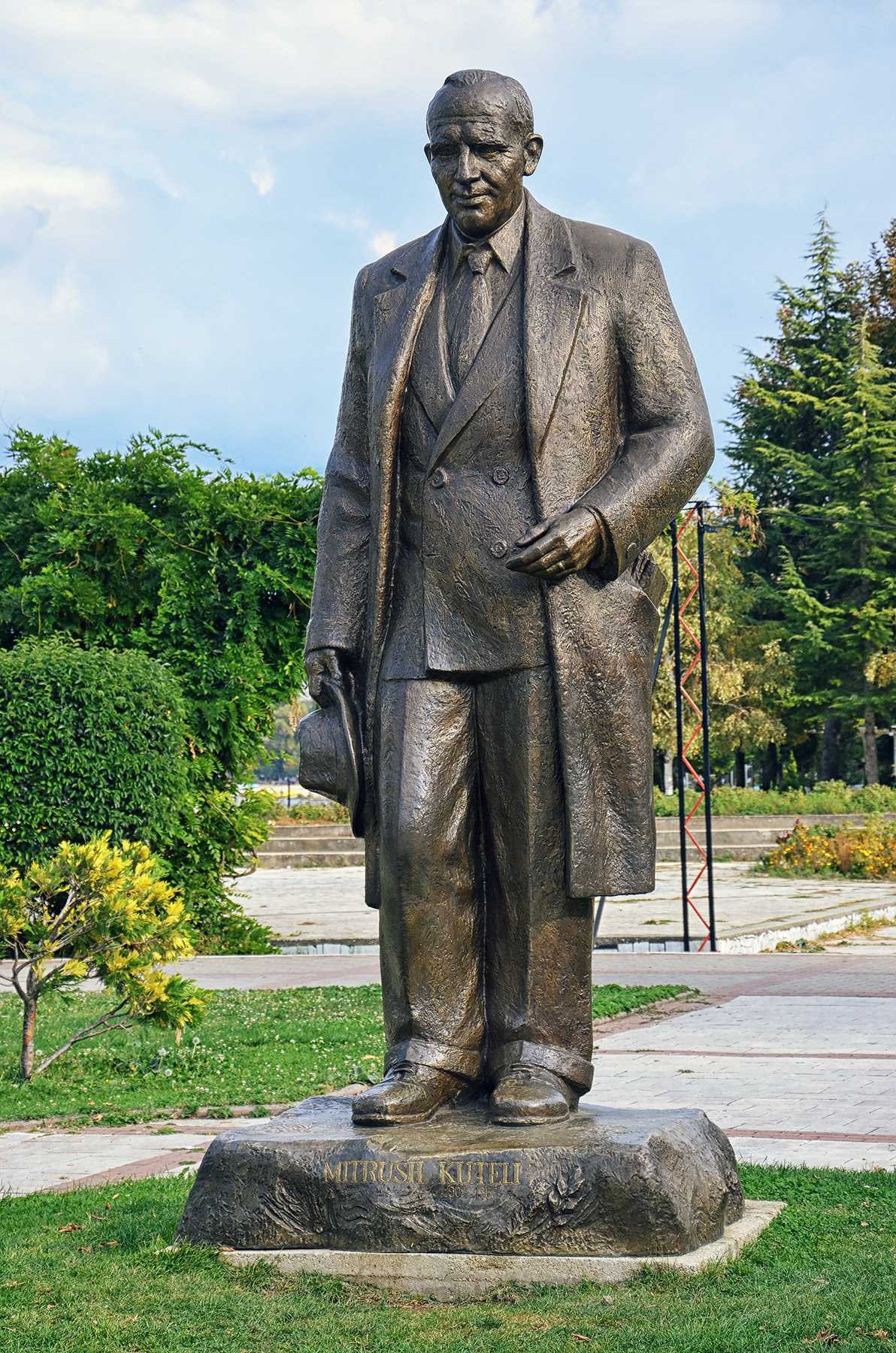
Pomnik Mitrusha Kuteliego na promenadzie w Pogradcu

## Dzieła
- Ylli i zemrës (Gwiazda serca) 1937 (poezja)
- Nete shqipëtare (Albańskie noce) 1938
- Ago Jakupi e të tjera rrëfime (Ago Jakupi i inne opowieści) 1943
- Kapllan Aga i Shaban Shpatës. Rrëfime – Rrëfenja (Kapllan Aga z Shaban Shpaty – opowiadania i opowieści) 1944
- Këngë e brithma nga qyteti i djegur (Pieśni i jęki spalonego miasta) 1944
- Sulm e lotë (Obraza i łzy), 1944
- Ditar i ekonomistit: nga lufta për të shpëtuar floririn e Bankës dhe disa raporte e kujtime, 2012